# Emil Dandea

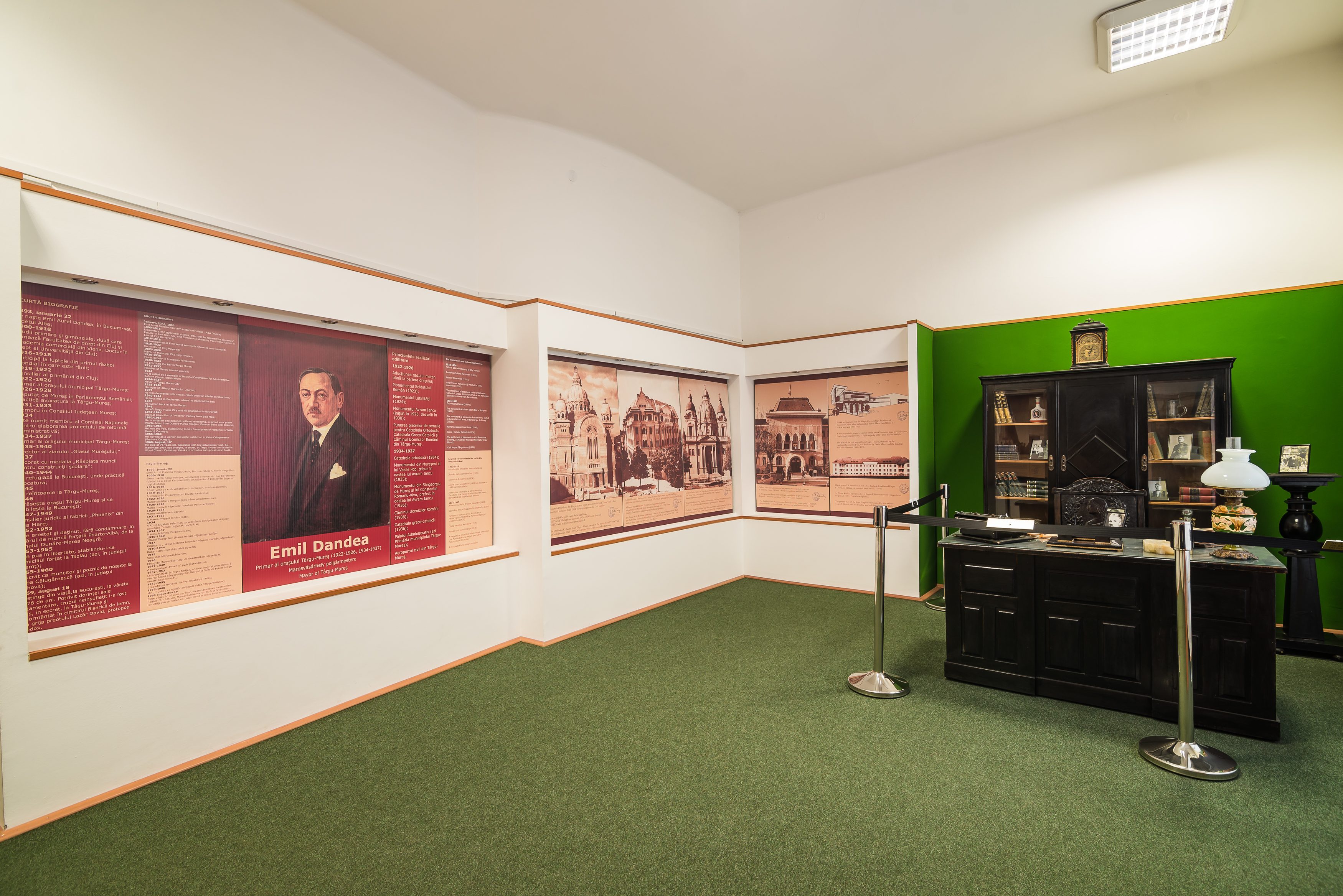
Wystawa w Pałacu Kultury w Târgu Mureș

Emil A. Dandea (ur. 22 stycznia 1893 w Bucium, zm. 18 sierpnia 1969 w Bukareszcie) – rumuński polityk, samorządowiec, a także działacz narodowy.

## Życiorys

### Przed 1918
Wywodził się z rodziny rumuńskich rewolucjonistów z lat 1848-1849 i późniejszych. Wychował się wśród przywódców rumuńskiego ruchu narodowego w Transylwanii. Był synem Simiona Dandei, pamiętnikarza, który był kilkakrotnie więziony za poglądy polityczne i narodowe. Po ukończeniu szkoły podstawowej i średniej w rodzinnym mieście uczęszczał na kursy liceum Gheorghe Lazăra w Sybinie, a następnie studiował na Wydziale Prawa Uniwersytetu w Klużu i na Akademii Handlowej w Wiedniu. Doktoryzował się z prawa na Uniwersytecie w Klużu. Od 1916 brał udział w walkach I wojny światowej w szeregach armii cesarskiej. Został ranny i z lekkim niedowładem w ręku został zwolniony z wojska, po czym wrócił do Klużu, gdzie kontynuował studia i jednocześnie zaangażował się w walkę Rumuńskiej Partii Narodowej Transylwanii (rum. Partidului Național Român din Transilvania). Został wybrany przewodniczącym Uniwersyteckiego Towarzystwa Młodzieży z Klużu i członkiem Komitetu Wykonawczego rumuńskiego Senatu Narodowego z Transylwanii.

### Okres międzywojenny
Po upadku Austro-Węgier powierzono mu zorganizowanie i dowodzenie rumuńską Gwardią Narodową na obszar gór Apuseni, w okręgu Turda-Aries. 1 grudnia 1918 był wśród 1228 delegatów na zgromadzenie administracji Siedmiogrodu. 19 stycznia 1919 został wybrany sekretarzem ratusza Klużu. Od wiosny 1919 brał udział w wojnie węgiersko-rumuńskiej, walcząc z węgierskimi komunistami. Kompania dowodzona przez niego wkroczyła do Budapesztu 3 sierpnia 1919 wywieszając rumuńską flagę na węgierskim parlamencie. Został wówczas odznaczony przez króla Ferdynanda I Orderem Korony Rumunii.
Po powrocie z frontu został radnym w Klużu, gdzie kierował wydziałem finansowym, rejestracyjnym i repatriacyjnym miasta. Był też delegatem urzędu do spraw rumunizacji przedsiębiorstw. W 1922 założył publikator Dziennik Urzędowy Miasta Cluj. Opracował też wówczas statut Związku Miast Rumuńskich. 
W końcu 1922 został burmistrzem w Târgu-Mureș z zadaniem wzmocnienia wątłego tu żywiołu rumuńskiego. Powierzono mu to zadanie ze względu na zaufanie, jakim cieszył się w rządzącej Partii Narodowo-Liberalnej (Partidul Național Român din Ungaria și Transilvania). Târgu-Mureș było miastem, którego władze zdominowane były przez Węgrów, a Rumuni zajmowali tam tylko niższe stanowiska w samorządzie. Dandea stracił w przeszłości w tutejszym więzieniu swojego ojca.  
W mieście istniały konflikty nie tylko między Węgrami i Rumunami, ale też między prawosławnymi a grekokatolikami oraz między zwalczającymi się członkami różnych partii. Szerzyła się korupcja. Dandea oskarżany był przez Rumunów o zbytnie sprzyjanie Węgrom, a przez Węgrów o szowinistyczny nacjonalizm rumuński, czemu zaprzeczał, powtarzając, że jest tylko rumuńskim urzędnikiem. Odnosząc się do polityki państwa i zarządzania administracyjnego, stwierdzał, że dostęp do wysokich szczebli władzy w państwie powinien być otwarty bez względu na narodowość i wyznawaną wiarę. Jego pierwsza kadencja upłynęła w 1926. Cieszył się dużym i ponadpartyjnym zaufaniem jako samorządowiec. Do jego osiągnięć należało rozwiązanie problemów finansowych miasta, prowadził skuteczna elektryfikację i gazyfikację, rozwijał rumuńskie instytucje kulturalne, rozpoczął budowę rumuńskiej katedry prawosławnej i wzniósł kilka pomników, m.in. statuę Wilczycy Kapitolińskiej. Ostatecznie przeszedł do Narodowego Stronnictwa Ludowego (rum. Partidul Național-Țărănesc).  
Po wyborach parlamentarnych do Izby Deputowanych 25 maja 1926 został na dwa lata posłem okręgu Marusza w parlamencie rumuńskim, gdzie wyróżniał się jako konsekwentny zwolennik jedności politycznej Rumunii. Wybory parlamentarne w 1928 doprowadziły do widocznego upadku Narodowego Stronnictwa Ludowego, w tym w okręgu Marusza (0,88% głosów). W tych warunkach Dandea, który brał udział w wyborach z tej listy, zmuszony był do zdystansowania się od życia politycznego i podjęcia pracy prawnika.  
Wrócił do lokalnego życia politycznego po wyborach w 1930. Został wówczas wybrany radnym powiatu, które to stanowisko piastował do wyborów w 1933. 23 marca 1934 powrócił na stanowisko szefa Târgu-Mureș, z listy liberalnej, jako przewodniczący rady miejskiej. Poświęcił się m.in. wspieraniu żywiołu rumuńskiego, budowaniu szkół, kościołów i domów kultury, pomocy wywłaszczonym Rumunom, a także reromanizacji nazwisk. Pozyskiwał w tym celu fundusze od darczyńców. Stwierdził, że „honorowym obowiązkiem, takich jak ja, dzisiejszych przywódców, jest zrobić wszystko, aby pomóc państwowym celom i naprawić niesprawiedliwości z przeszłości” w „akcji reromanizacji”. 10 października 1934 został wiceprezesem okręgowych władz Regionalnego Komitetu Transylwanii Rumuńskiej Ligi Antyrewizjonistycznej, której celem było hamowanie zapędów rewizjonistycznych narastających w Europie. W 1937 zakończył drugą kadencję szefa miasta Târgu-Mureș. Ukończono w tym czasie dwa kościoły, prawosławny i greckokatolicki, dokończono budowę lotniska cywilnego i nowego szpitala państwowego, wprowadzono metan do sieci miejskiej, utworzono Muzeum Archeologii i Etnografii oraz Bibliotekę Miejską i Galerię Sztuki. Porażką był ciągły brak rumuńskiego dziennika w mieście (węgierski wychodził). Napisał przedmowę rumuńskojęzyczną do antologii literatury rumuńsko-węgierskiej z 1936 Cot la cot (węg. Vállvetve). 

### II wojna światowa
W 1937 uzyskał ponownie mandat posła z listy liberalnej, jednak parlament ten nigdy nie zainaugurował swoich prac, ponieważ po zamachu stanu z 10 lutego 1938 król Karol II zainstalował swój rząd autorytarny. Do 1940 był aktywny we Froncie Odrodzenia Narodowego, a potem musiał schronić się w Bukareszcie, u Luciana Ciorana, brata pisarza, Emila Ciorana. Wycofał się wówczas z życia politycznego. Powrócił do Târgu Mureș jesienią 1944, po wyparciu Niemców i kolaborantów. 

### Po 1944
Po 28 września 1944, czyli ustanowieniu rumuńskiej administracji, zajął się przywracaniem życia samorządowego, co zostało przerwane 24 października 1944 wprowadzeniem administracji sowieckiej w jedenastu powiatach Transylwanii pod pretekstem zapewnienia porządku i pokoju. Rumuńskie cywilne władze administracyjne zostały przymusowo ewakuowane w dniach 10-14 listopada 1944, a rumuńscy urzędnicy zostali zastąpieni przez osoby pochodzenia węgierskiego i żydowskiego. Prasa komunistyczna określiła Dandeę elementem szowinistycznym, przedstawicielem klas wyzyskujących oraz antydemokratą. 
Aby zdyskredytować go w kampanii wyborczej w listopadzie 1946, sfałszowano dokumenty dotyczące jego przedwojennej działalności. Oskarżano go o wyzysk chłopstwa i dowolne dysponowanie funduszami miejskimi. Po sfałszowanych przez komunistów wyborach musiał uchodzić z Târgu Mureș. Osiadł przejściowo w Bukareszcie. W latach 1947–1949 był radcą prawnym w Fabryce „Phoenix” w Baia Mare. W 1952 został aresztowany i osadzony bez wyroku skazującego w obozie pracy przymusowej Poarta Albă przy kanale Dunaj-Morze Czarne. Z powodu braku dowodów w 1953 został zwolniony i zmuszony do zamieszkania w Tazlău. Do 1955 żył w izolacji, także od członków rodziny. W latach 1955–1960 pracował jako robotnik niewykwalifikowany, a następnie jako stróż nocny w Valea Călugărească. W ostatnich latach życia otrzymał skromną emeryturę, z uwagi na wykazane męstwo w czasie I wojny światowej.
Zmarł w Bukareszcie. Jego zwłoki potajemnie przewiezione zostały do Târgu Mureș i tam pochowane na cmentarzu przy tzw. Drewnianym Kościele. Pomnik nagrobny wzniesiono dopiero w 1976.